# Cantón de Montesquiou
El cantón de Montesquiou era una división administrativa francesa, que estaba situada en el departamento de Gers y la región de Mediodía-Pirineos.

## Composición
El cantón estaba formado por diecisiete comunas:
- Armous-et-Cau
- Bars
- Bassoues
- Castelnau-d'Anglès
- Courties
- Estipouy
- Gazax-et-Baccarisse
- L'Isle-de-Noé
- Louslitges
- Mascaras
- Monclar-sur-Losse
- Montesquiou
- Mouchès
- Peyrusse-Grande
- Peyrusse-Vieille
- Pouylebon
- Saint-Christaud

## Supresión del cantón de Montesquiou
En aplicación del Decreto nº 2014-254 de 26 de febrero de 2014, el cantón de Montesquiou fue suprimido el 22 de marzo de 2015 y sus 17 comunas pasaron a formar parte; catorce del nuevo cantón de Pardiac-Ribera Baja y tres del nuevo cantón de Fezensac.